# 秋元梅吉
秋元 梅吉（あきもと うめきち、1892年8月26日 - 1975年2月8日）は、日本の社会事業家・教育者・キリスト教指導者・編集者である。
視覚障害当事者として視覚障害者のための福祉ホーム・点字出版社である東京光の家を創設したしたほか、日本初の点字『旧約聖書』シリーズ全巻を刊行した。

## 来歴
1892年　東京・中野の大地主の家に生まれる。先天性の弱視であり、5歳で失明。
1906年（明治39年）、14歳で東京盲唖学校（現・筑波大学附属視覚特別支援学校）に入学した。
1913年（大正2年）、台湾人留学生である同級生から『新約聖書』「マルコによる福音書」を紹介され、一章三節の「荒れ野に呼ばわる者の声す。「主の道を備え、その道を直くせよ」」に「電光を受けたように感銘を受けて」キリスト教に入信した。
1914年（大正3年）、当時は断片的に存在していた日本語版の点字『新約聖書』全篇を自身の手で点写及び点訳する。この頃、内村鑑三の私邸で行われていた角筈聖書研究会に参加し聖書を研究した。秋元は柏木でキリスト教青年会員として、矢内原忠雄や南原繁、大賀一郎、牧野実枝冶、平方龍男と肩を並べて無教会キリスト教を学ぶ。
1915年（大正4年）、秋元が創設した雑司ヶ谷信光会会員の東京盲唖学校のキリスト教青年たちと共に点字雑誌『信光』を創刊。
1916年（大正5年）に23歳で東京盲学校（現・筑波大学附属視覚特別支援学校）の師範部を卒業した。
1919年（大正8年）、雑司ヶ谷信光会を改組し、盲人基督信仰会を結成した。中村京太郎・好本督・平方龍男・鳥居篤治郎・小野兼次郎らと盲人基督信仰会版の点字新聞『あけぼの』を創刊。
1924年（大正13年）、内村鑑三、英国聖書協会の理事であった好本督、米国聖書会社のアウレルから資金援助を得て、伊藤福七らと『旧約聖書』全巻を日本語点字訳する。
1933年（昭和8年）、盲人基督信仰会を「東京光の家」へと改称した。
1965年（昭和40年）藍綬褒章を受賞。
1975年（昭和50年）82歳6カ月で天に召された。長年の視覚障害者への献身の功労により従五位に叙せられる。

## 東京光の家
秋元は「盲人に聖書の福音を」という理念により、1919年に盲人基督信仰会を結成し、点字新聞あけぼの、点字聖書や英語の点字大学講義録などを刊行。理念の由来は『新約聖書』「ヨハネによる福音書」第9章による。
その後、1933年になると盲人基督信仰会を「東京光の家」へと改称し、キリスト教書の点字出版以外にも盲人ホームの経営、視覚障害者女性の新職業の開拓・就労支援事業・失明軍人のリハビリテーション・就労支援事業を行う福祉施設として多角的経営に乗り出した。
1944年には出版統制により、肥後基一の星文社（現・東京点字出版所）と合併し出版事業を継続した。
1952年には社会福祉法人となった。
1965年には日野に移転、新たに盲人ホーム「光の家針灸マッサージホーム」を開設した。
1974年には重度身体障害者授産施設「旭が丘更生園」を開設した。

## 関連小目
- 中村京太郎
- 好本督
- 内村鑑三